# Карузос, Христос
Хри́стос Кару́зос (греч. Χρήστος Καρούζος; 14 января 1900, Амфиса, ном Фокида, Греция — 30 июля 1967, Афины) — видный греческий археолог и переводчик XX века, академик.

## Биография
Родился в 1900 году в городе Амфисса, ном Фокида, Средняя Греция, где провёл свои детские годы и окончил гимназию. В 1916 году в шестнадцатилетнем возрасте поступил на Философский факультет Афинского университета, где изучал философию и археологию.
Ещё будучи студентом, в 1919 году был принят на работу в Археологическую службу. Диплом получил в 1921 году. В 1928−1930 гг. продолжил учёбу в Мюнхене и Берлине, где учился у таких известных историков искусств как В. Пиндер и Г. Роденвальдт.
В 1925 году получил должность хранителя древностей, последовательно в археологических регионах Средняя Греция, Аттика, Фессалия, Спарта, Киклады и, позже, генерального хранителя Археологической службы.
В 1930 году Карузос издал свою первую работу — «Посейдон Артемисиона», посвящённую одноимённой бронзовой статуе. Эта публикация сделала его известным в международных археологических кругах.

## Писательская и переводческая деятельность
Имея философское и историческое образование и владея немецким языком, Карузос перевёл на греческий ряд исторических и философских работ, включая «Марксизм и философия» писателя Karl Kors (1927) и первую часть «Анти-Дюринга» Фридриха Энгельса под заголовком «Философия» (1928), подписываясь псевдонимом Христос Кастритис.
Среди переведённых Карузосом авторов Κ. Krumbacher, «Византийская литература» (1927), W. Kranz, «Новый гуманизм в Германии» (1928) и Κ. Schoeder, «Метафизика истории» (1928).
В целях безопасности Карузос далее пользовался псевдонимом Христос Логарис в труде «Издание софиста» и томе воспоминаний Димитриса Глиноса (1946 года), что, однако, не защитило его жизнь и карьеру от нападок и преследований, которым подвергались все его идейные соратники.

## Подвиг хранителей древностей

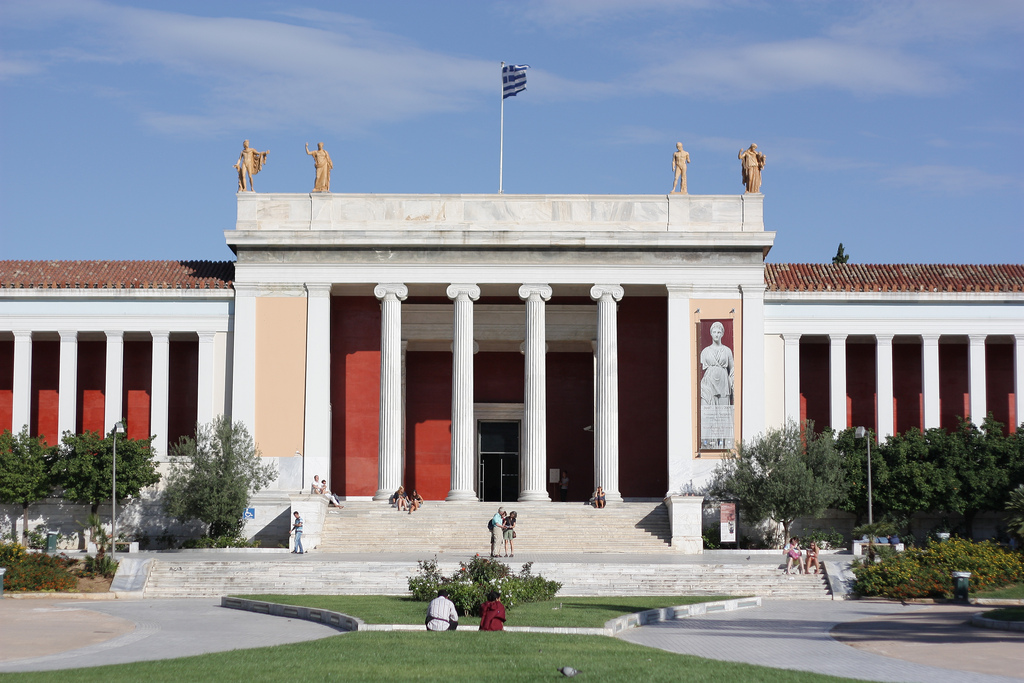
Национальный археологический музей (Афины)

В годы тройной германо-итало-болгарской оккупации Греции 27 хранителей древностей Археологической службы, возглавляемые Христосом Карузосом и византинологом (впоследствии директором Национальной галереи) Мариносом Каллигасом, с опасностью для собственной жизни, совершили титанический труд по скрытию древностей от оккупантов. Хранители древностей были вынуждены разрушить свои собственный труд десятилетий, рассеивая и закапывая экспозиции музеев в крипты церквей и пещеры.
Национальный археологический музей (Афины) не имел много альтернатив: его экспозиции, под руководством Карузоса, были закопаны в залах музея и никто из многочисленных участников этой операции не выдал эту информацию оккупантам. Основные греческие музеи в годы оккупации остались практически без своих главных экспонатов.

## Вопрос награбленных древностей
Однако, за отсутствием достаточного времени и необъятностью памятников и древностей, сотни периферийных музеев, археологических площадок, церквей и монастырей стали объектом грабежа.
После войны Карузос и Каллигас, вместе с другими археологами, организованными в ЭАМ (Национально-освободительный фронт), подготовили доклад с детальными списками древностей, похищенных оккупантами.
Доклад в 166 страниц был опубликован в 1946 году и разделялся на главы «Хищения», «Несанкционированные раскопки», « Разрушения». Каждая из глав имела подразделения, касающиеся соответственно немецких, итальянских и болгарских оккупантов.
Основная часть доклада касается Германии. Но, хотя доклад часто подкреплён именами и даже адресами грабителей и получателей награбленного, ни одно из послевоенных греческих правительств, ссылаясь на отсутствие информации, не выступило с официальным иском к союзной (сначала в НАТО, а затем в Европейском союзе) Германии, и вопрос возвращения награбленных древностей завис, вместе с вопросами невыплаченных до сих пор Германией репараций за разрушения и возвращения насильственного оккупационного займа Банком Германии.

## Послевоенные годы
После освобождения, в 1945 году, Карузос приступил к реорганизации экспозиции музея. Эту работу он закончил в 1964 году.
Одновременно Карузос производил раскопки в разных регионах Греции. Карузос был одним из учредителей греческого отделения Международного союза критиков искусств. Его статьи, как критика, характеризовали «свет и просвещение и ни в коей мере не схоластическая археология».
Вместе с другими греческими интеллигентами Карузос встал на защиту выставки греческого художника Стериса против нападок дирекции Национальной галереи), и «18 критических статей вокруг одной выставки», стали «манифестом изобразительного модернизма в Греции».

## Почётные отличия
Карузос был одной из фигур, повлиявших на духовную жизнь страны.
За его вклад он был награждён разными почётными отличиями.
Карузос был провозглашён почётным профессором университета города Базель, Швейцария. В 1955 году Карузос был избран членом Баварской академии наук и Афинской академии, с которой, однако, сразу же столкнулся в вопросе реформы в образовании.
Карузос был награждён греческим орденом Орден Феникса (Греция), и был членом археологических институтов Берлина и Вены.

## Семни Карузу
Карузос ещё со студенческих лет связал свою жизнь с Семни Карузу (Папаспириди), на которой женился в 1931 году.
Семни была одной из двух первых женщин, поступивших в археологическую службу в 1921 году и прослуживших там до 1964 года. Вместе с Христосом Карузосом ей принадлежит заслуга в послевоенной реорганизации Археологического музея Афин, «чего было бы достаточно для упоминания их имён».
До 1984 года Семни опубликовала 120 работ в греческих и иностранных археологических изданиях, из которых 18 были изданы отдельными томами. Особенно значительным был её вклад в изучении греческой амфоры. Семни стала почётным профессором Аристотелева университета города Фессалоники университетов городов Тюбинген и Лион, почётным членом 3-х академий (Британской, Гётингена, Катании) и почётным членом многих археологических обществ Европы и Америки.

## Некоторые из работ Х. Карузоса
- Το Αμφιάρειο του Ωρωπού — Амфиарион Оропоса (Афины, 1926).
- Ο Ποσειδών του Αρτεμισίου — Посейдон Артемисиона (ΑΔ 13, 1930, 41-104).
- Το Μουσείο της Θήβας — Музей Фив (Афины, 1934).
- Eine naxische Amphora des fruheren 7. Jahrhunderts (JDA/52, 1937, 166—197).
- G. Pfohl, Inschriften der Griechen, 85-125. Wissenschaftliche Buchgesellschaft, Darmstadt, 1972.
- Ρόδος — Ιστορία — Μνημεία — Τέχνη — Родос — История — Памятники — Искусство (Афины 1949. Переиздано: Έσπερος, Αθήνα 1973).
- An early classical disc relief from Melos (JHS 71, 1951, 96-110).
- Aristodikos, zur Geschiechte der spatarchaischen griechischen Plastik und der Grabstatue, Stuttgard, 1961.